# Karl Häupler
Karl Gottlieb Häupler (* 2. Januar 1906 in Weiden in der Oberpfalz; † 21. Juni 1945 im Internierungslager 71 der US-Armee in Aldingen) war ein deutscher Jurist und Politiker.

## Leben
Als Sohn eines Sekretariatsgehilfen geboren, ging Häupler von 1916 bis 1926 auf das Realreformgymnasium in Nürnberg. 1922 wurde er Mitglied des Bundes Oberland und des Wehrverbandes Reichsflagge, 1923 des Wehrverbandes Altreichsflagge. Ab 1926 studierte er Rechts- und Staatswissenschaften in Erlangen und München. Während seines Studiums wurde er 1926 Mitglied der Burschenschaft Germania Erlangen. Als Student war er Zeitfreiwilliger der Reichswehr und Werkstudent beim Eisenbahnausbesserungswerk Nürnberg. 1931 wurde er zum Dr. iur. promoviert. Zum 1. März 1932 trat er der NSDAP (Mitgliedsnummer 1.002.138), 1933 der SA bei (Sturmbannführer). Nach seinen Examen 1930 und 1933 ging er nach kurzer Anwaltstätigkeit in den bayerischen Verwaltungsdienst. Nach mehreren Stationen wurde er 1935 Regierungsrat am Bezirksamt Illertissen und arbeitete dort bis 1938 als Kreisrechtsamtsleiter. 1937 wurde er Amtsverweser und Leiter des Bezirksamts Illertissen, 1938 kommissarischer Bezirksoberamtmann bzw. Landrat im Landkreis Mühldorf am Inn. 1938 wurde er Bürgermeister der Stadt Fürth, 1939 auf zwölf Jahre berufener kommissarischer Oberbürgermeister, 1944 Oberbürgermeister. 1940 war er Kreisführer des Roten Kreuzes in Fürth. Eine Ernennung zum Straßburger Bürgermeister lehnte er 1941 ab. Er wurde 1942 Mitglied der SS und war zuletzt Obersturmbannführer. 1945 wurde er im Internierungslager 71 der US-Armee in Aldingen interniert, wo er starb. Nach seinem Tod wurde 1948 das Spruchkammerverfahren gegen ihn eingestellt.